# Szpital Żydowski we Wrocławiu (ul. Włodkowica 19)
Szpital Żydowski we Wrocławiu – pierwsza stała żydowska placówka medyczna we Wrocławiu, mieszcząca się przy ulicy Pawła Włodkowica 19 (obecnie nr 33).

## Historia
Szpital został założony w 1760 roku w specjalnie do tego celu zakupionym budynku. Wkrótce jednak szpital okazał się za mały. W latach 1787–1788 na jego miejscu wzniesiono nowoczesny, dwupiętrowy szpital. Fundusze na jego budowę uzyskano ze zbiórek oraz dotacji finansowej bankiera Hirscha.
W czasie oblężenia Wrocławia w 1806 roku budynek szpitala został uszkodzony. Jego remont przeprowadzono w latach 1807–1809. Pod koniec XVIII wieku, najprawdopodobniej w latach 90. szpital zakupił część zabudowań obecnie nieistniejącego cmentarza żydowskiego przy ulicy Gwarnej. Ulokowano w nich oddziały dla psychicznie chorych oraz oddział dla osób chorych przewlekle i zakaźnie. W 1823 roku budynki te zostały rozbudowane i gruntownie wyremontowane.
W 1841 roku szpital przeniesiono do nowej siedziby mieszczącej się przy ulicy św. Antoniego (obecnie nr 15). W jednym z pomieszczeń szpitala przez cały jego okres istnienia znajdowała się synagoga przeznaczona dla personelu oraz pacjentów.